# The First Time (Kelsea Ballerini)
The First Time è l'album di debutto della cantante country pop statunitense Kelsea Ballerini, pubblicato il 19 maggio 2015 e prodotto dalla Black River Entertainment. La lista delle tracce e la copertina dell'album sono rivelate il primo aprile 2015. I primi tre singoli estratti dall'album raggiungono la prima posizione della Billboard Country Airplay: Kelsea Ballerini diviene così la nuova prima artista femminile a portare le sue prime tre pubblicazioni al primo posto della classifica.
Il 4 ottobre 2016 la RIAA lo certifica disco d'oro.

## Tracce
1. XO
2. Peter Pan
3. Love Me Like You Mean It
4. Square Pegs
5. The First Time
6. Looking at Stars
7. Sirens
8. Secondhand Smoke
9. Dibs
10. Stilettos
11. Yeah Boy
12. Underage

Tracce bonus nell'edizione deluxe della Walmart
1. Yeah Boy (versione strumentale)
2. Out of the Blues

Tracce bonus nell'edizione pubblicata nel Regno Unito
1. Love Me Like You Mean It (versione strumentale)
2. Dibs (versione strumentale)
3. Peter Pan (versione strumentale)
4. The First Time (versione strumentale)

## Classifiche

### Classifiche settimanali
| Classifica (2016)     | Posizione massima |
| --------------------- | ----------------- |
| Australia             | 33                |
| Stati Uniti           | 31                |
| US Top Country Albums | 4                 |
| US Independent Albums | 4                 |

### Classifiche di fine anno
| Classifica (2015)     | Posizione |
| --------------------- | --------- |
| US Country Albums     | 42        |
| US Independent Albums | 27        |
| Classifica (2016)     | Posizione |
| Stati Uniti           | 117       |
| US Country Albums     | 20        |
| US Independent Albums | 8         |